# Chevalley-tétel
A Chevalley-tétel egy számelméleti tétel, amit 1936-ban Claude Chevalley bizonyított be, így az ő nevét viseli.

## Különféle változatai
Legyen p prímszám, n pozitív egész, továbbá legyenek {\displaystyle f_{1},f_{2},\dots ,f_{k}} olyan n-változós polinomok, melyek fokszámaiknak összege n-nél kisebb. Tekintsük a következő kongruenciarendszert: {\displaystyle f_{i}(x_{1},x_{2},\dots ,x_{n})\equiv 0{\pmod {p}}\qquad i=1,2,\dots ,k}.
- a Chevalley-tétel szerint ha {\displaystyle x_{1}\equiv x_{2}\equiv \dots \equiv x_{n}\equiv 0{\pmod {p}}} kielégíti a kongruenciarendszert (ún. triviális megoldás), akkor a kongruenciarendszernek van ettől eltérő (ún. nemtriviális) megoldása is.
- a Chevalley-Warning-tétel szerint a kongruenciarendszert teljesítő {\displaystyle (x_{1},\dots ,x_{n})\in \{0,1,\dots ,p-1\}^{n}} szám-n-esek száma osztható p-vel.

Világos, hogy a Chevalley-tétel a Chevalley-Warning-tétel azonnali következménye, de egyszerűbb hivatkozás céljából mégis megkülönböztetjük a kettőt.

## Bizonyítása
A bizonyításhoz felhasználjuk, hogy {\displaystyle \sum _{x=0}^{p-1}x^{\ell }\equiv 0{\pmod {p}}} teljesül minden {\displaystyle 0\leq \ell \leq p-2} esetén. (Ez könnyen belátható indukcióval, a {\displaystyle \sum _{m=0}^{p-1}{\frac {m(m-1)\dots (m-\ell +1)}{\ell !}}={\binom {p}{\ell +1}}} azonosság felhasználásával, lásd itt.)
Megmutatjuk, hogy ebből az állításból következik, hogy ha {\displaystyle g(x_{1},\dots ,x_{n})} egy olyan n-változós polinom, melynek foka kisebb, mint {\displaystyle n(p-1)}, akkor
{\displaystyle \sum _{(x_{1},\dots ,x_{n})\in \{0,1,\dots ,p-1\}^{n}}g(x_{1},\dots ,x_{n})\equiv 0{\pmod {p}}}.
Ennek a bizonyításához írjuk fel {\displaystyle g} polinomot {\displaystyle a_{\ell _{1},\ell _{2},\dots ,\ell _{n}}x^{\ell _{1}}x^{\ell _{2}}\dots x^{\ell _{n}}} alakú monomok összegeként, ahol a {\displaystyle g} fokszámára tett megszorítás szerint {\displaystyle \ell _{1}+\dots +\ell _{n}<n(p-1)}. Először rögzítsünk néhány ilyen {\displaystyle \ell _{1},\dots ,\ell _{n}} kitevőt: mivel nem lehet mindegyik kitevő {\displaystyle \geq p-1}, így van olyan {\displaystyle 1\leq i\leq n}, hogy {\displaystyle \ell _{i}<p-1}. Most pedig a szummát átcsoportosítva, a segédállításunk szerint adódik, hogy
{\displaystyle \sum _{(x_{1},\dots ,x_{n})\in \{0,1,\dots ,p-1\}^{n}}a_{\ell _{1},\ell _{2},\dots ,\ell _{n}}x^{\ell _{1}}x^{\ell _{2}}\dots x^{\ell _{n}}=}
{\displaystyle =\sum _{(x_{1},\dots ,x_{i-1},x_{i+1},\dots ,x_{n})\in \{0,1,\dots ,p-1\}^{n-1}}a_{\ell _{1},\ell _{2},\dots ,\ell _{n}}x_{1}^{\ell _{1}}\dots x_{i-1}^{\ell _{i-1}}x_{i+1}^{\ell _{i+1}}\dots x_{n}^{\ell _{n}}\left(\sum _{x_{i}=0}^{p-1}x_{i}^{\ell _{i}}\right)\equiv 0{\pmod {p}}}.
Ebből pedig azonnal kapjuk, hogy
{\displaystyle \sum _{(x_{1},\dots ,x_{n})\in \{0,1,\dots ,p-1\}^{n}}g(x_{1},\dots ,x_{n})=\sum _{(x_{1},\dots ,x_{n})\in \{0,1,\dots ,p-1\}^{n}}\sum _{\ell _{1}+\dots +\ell _{n}<n(p-1)}a_{\ell _{1},\ell _{2},\dots ,\ell _{n}}x^{\ell _{1}}x^{\ell _{2}}\dots x^{\ell _{n}}=}
{\displaystyle =\sum _{\ell _{1}+\dots +\ell _{n}<n(p-1)}\left(\sum _{(x_{1},\dots ,x_{n})\in \{0,1,\dots ,p-1\}^{n}}a_{\ell _{1},\ell _{2},\dots ,\ell _{n}}x^{\ell _{1}}x^{\ell _{2}}\dots x^{\ell _{n}}\right)\equiv 0{\pmod {p}}.}
Miután beláttuk állításunkat, alkalmazzuk ezt a
{\displaystyle g(x_{1},\dots ,x_{n})=\prod _{i=1}^{k}(1-f_{i}(x_{1},\dots ,x_{n})^{p-1})}
polinomra: ezt megtehetjük, hisz mivel az {\displaystyle f_{i}} polinomok fokszámösszege kisebb n-nél, azért a {\displaystyle g} polinom fokszáma {\displaystyle n(p-1)}-nél kisebb lesz. Tehát fennáll, hogy
{\displaystyle \sum _{(x_{1},\dots ,x_{n})\in \{0,1,\dots ,p-1\}^{n}}\prod _{i=1}^{k}(1-f_{i}(x_{1},\dots ,x_{n})^{p-1}))\equiv 0{\pmod {p}}}.
Viszont előbbi összeg (modulo p értve) éppen a kongruenciarendszer megoldásainak számát adja meg! Ugyanis a Kis-Fermat-tétel szerint {\displaystyle 1-f_{i}(x_{1},\dots ,x_{n})^{p-1}} értéke 1 vagy 0 lehet modulo p, aszerint, hogy {\displaystyle f_{i}(x_{1},\dots ,x_{n})} osztható-e p-vel vagy sem, így a {\displaystyle \prod _{i=1}^{k}(1-f_{i}(x_{1},\dots ,x_{n})^{p-1}))} szorzat pontosan akkor 1, ha minden i-re {\displaystyle f_{i}(x_{1},\dots ,x_{n})\equiv 0{\pmod {p}}}, és egyébként zérus.
Ezzel bebizonyítottuk a Chevalley-Warning-tételt, amiből következik a Chevalley-tétel is.

## Két fontos alkalmazás
- Ha p prím, {\displaystyle a,b,c\in \mathbb {Z} }, akkor az {\displaystyle ax^{2}+by^{2}+cz^{2}\equiv 0{\pmod {p}}} kongruenciának van nemtriviális megoldása.
- Erdős–Ginzburg–Ziv-tétel: 2m-1 db egész szám között biztosan van m darab, melyek összege osztható m-mel (m>0 egész).